# Ligia dentipes
Ligia dentipes là một loài chân đều trong họ Ligiidae. Loài này được Budde-Lund miêu tả khoa học năm 1885.